# الزواف (لوحة)
الزواف (بالإنجليزية: The Zouave)‏، هو موضوع للوحتين رسمهما فينسنت فان غوخ في آرل.
كان فان غوخ متحمساً في أن يكون هناك موديل للبورتريه، ورسم جندي من الزواويون في يونيو 1888. وصفه فان غوخ على أنه يبدو صبياً، ولذلك فقد صوره في اللوحة كعجوز بوجه صغير، رقبة كبيرة وعينان حادتان. في البورتريه النصفي، الزواف (تصوير نصفي)، كان المودل رجل ذو بشرة برونزية وألوان براقة أطلق عليها «مزيج من النغمات الوحشية غير المنطقية». زي الزواف كان أزرق مزين بجدائل برتقالية مائلة للأحمر، وغطاء رأس أحمر وإثنين من النجوم الصفراء على صدره، وفي الخلفية باب أخضر وطوب برتقالي.
كان فان غوخ غير راضي على اللوحة، وصفها على أنها «قبيحة وفاشلة»، لكنه اعتقد أن التحدي قد يوسع نطاقه الفني. فقام برسم آخر، إلا أنه لم يرضيه، ثم رسم لوحة الزواف لجندي أمام جدار أبيض.

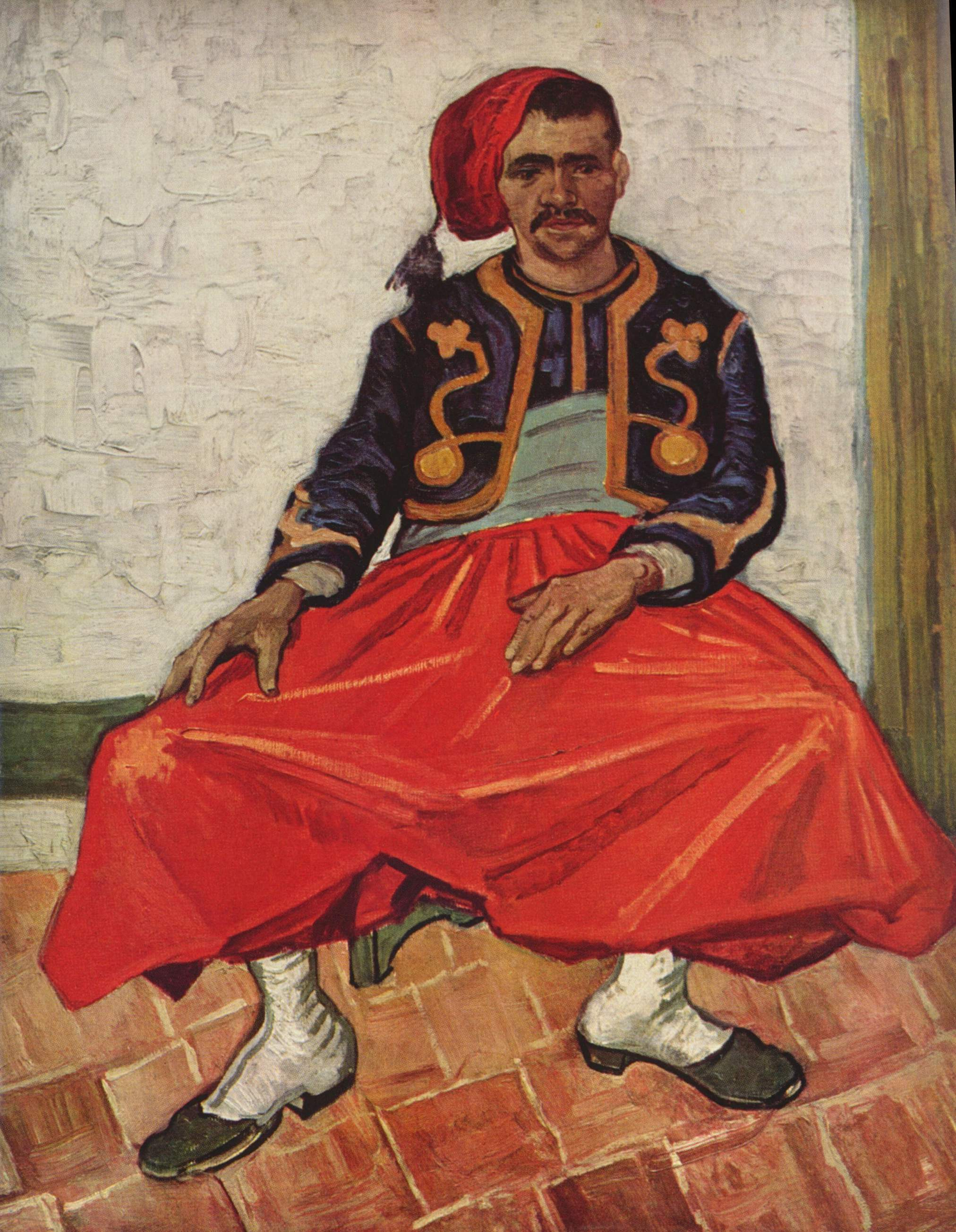
الزواف، يونيو 1888، مجموعة خاصة (F424)
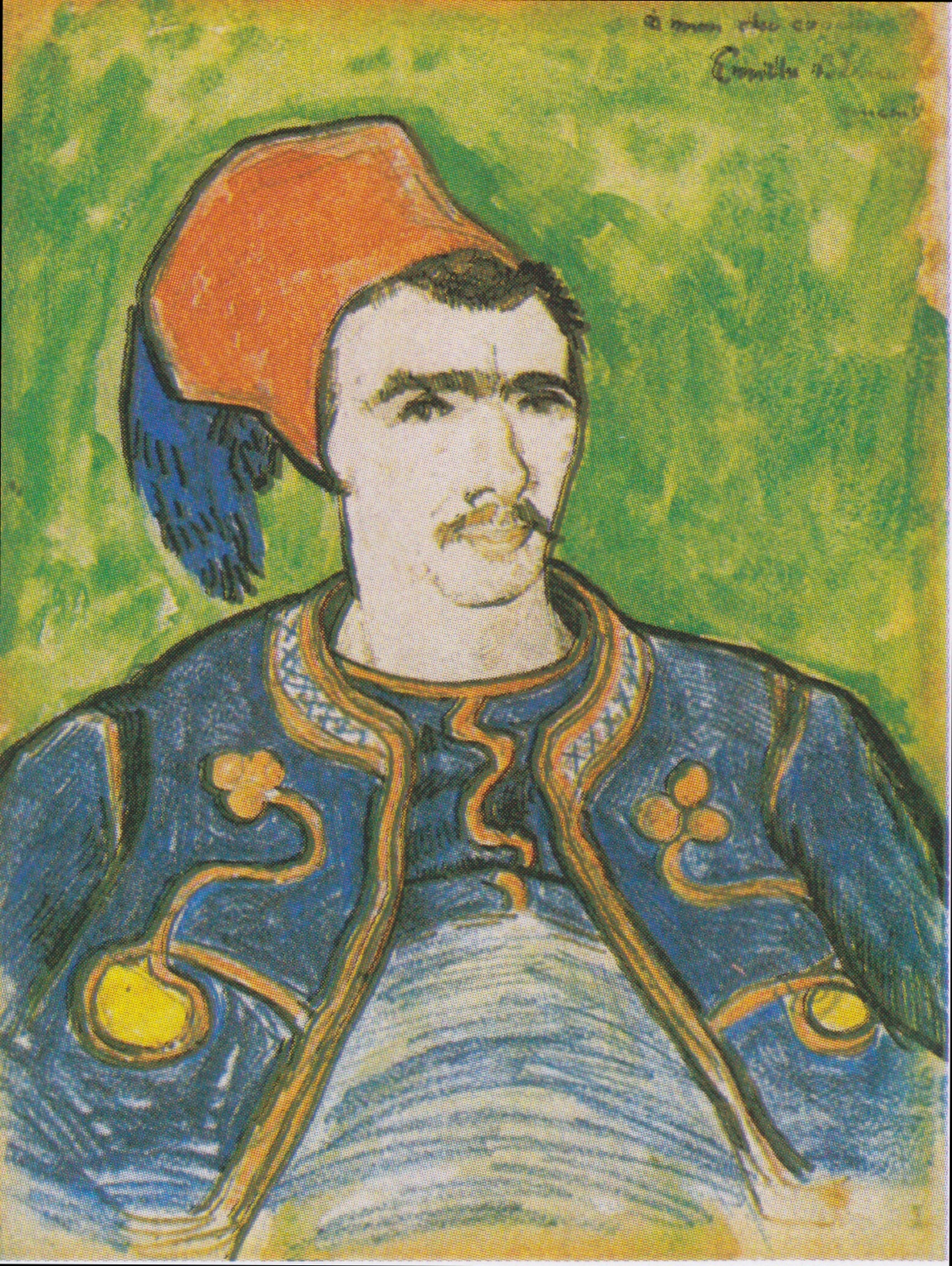
الزواف، ألوان مائية، 1888، متحف المتروبوليتان للفنون، (F1482)